# Vicálvaro
Vicálvaro - jest jednym z 21 dystryktów wchodzących w skład Madrytu, położonym we wschodniej części miasta. 

## Podział administracyjny
Vicálvaro dzieli się administracyjnie tylko na 2 dzielnice:
- Casco Histórico de Vicálvaro
- Ambroz